# آشلي تيسديل
آشلي ميشيل تيسديل معروفة بـ (آشلي تيسديل) ولدت في (2 يوليو 1985) في نيوجيرسي، الولايات المتحدة الأمريكية، ممثلة ومغنية يهودية أمريكية، اشتهرت بعد دورها في الفيلم الغنائي (بالإنجليزية: High School Musical) الذي قدمته قناة ديزني , ومثلت في المسلسل (ذا سويت لايف أوف زاك أند كودي) من إنتاج ديزني , وانتجة البومان (بالإنجليزية: Headstrong) و(بالإنجليزية: Guilty Pleasure) .

## الحياة الشخصية

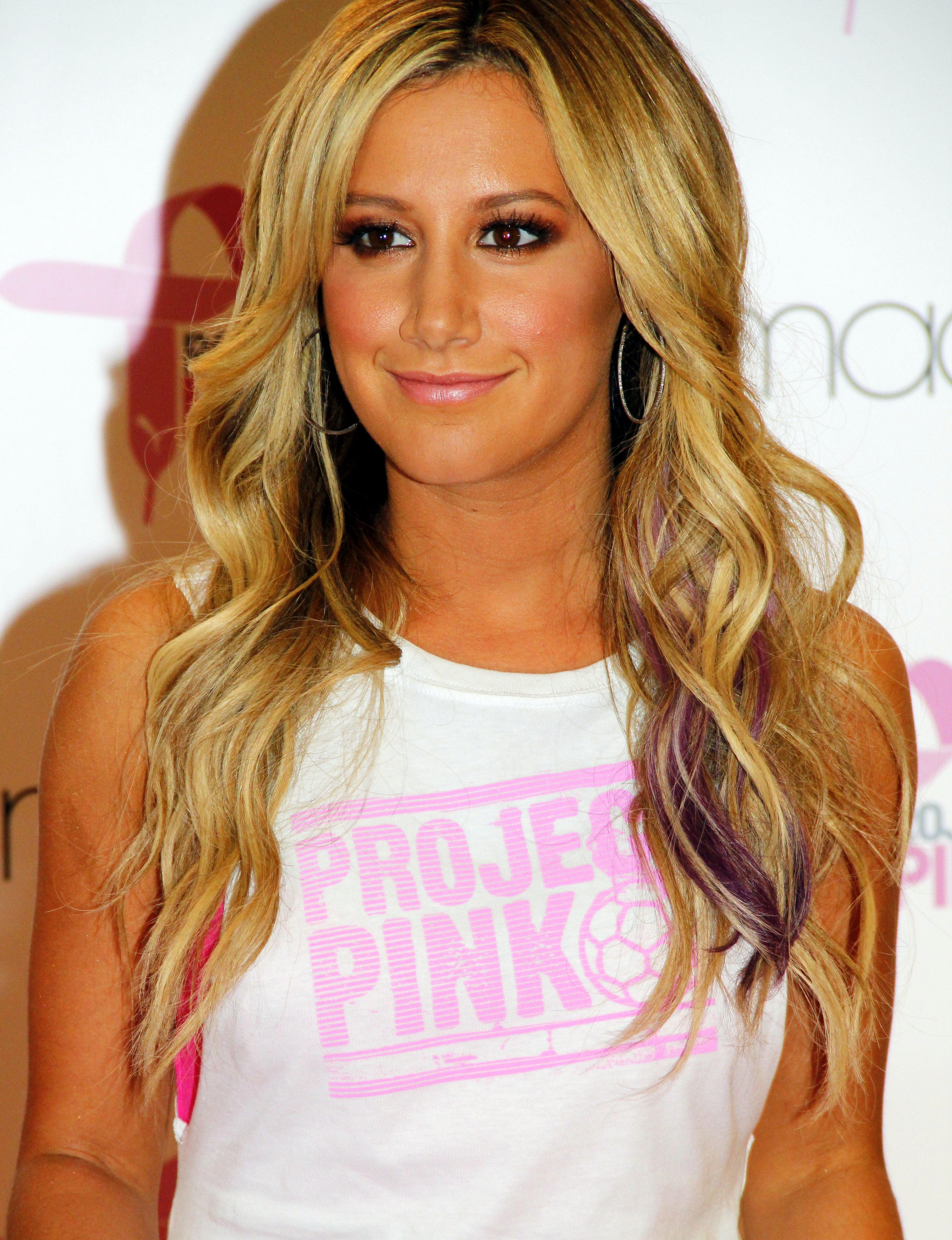
آشلي تيسديل 2012

ولدت آشلي في نيوجيرسي (الولايات المتحدة الأمريكية) لأب يدير شركة بناء واسمه مايك تيسديل وأصله (أمريكي)، وأمها أيضا أصلها أمريكية , وأختها الكبرى هي الممثلة جينيفر تيسديل ، وهي يهودية الديانة . تم اكتشاف مواهب تيسديل وهي في الثالثة من العمر من قبل «بيل بيرلمان»، مدير أعمالها الحالي ، وفي ولاية نيو جيرسي والذي مول تيسديل إلى الاختبارات للإعلانات «كاستينغ» وقد نجحت في يوم الاختبار الأول لها ، وذهبت على الفور لتظهر في أكثر من 100 من الإعلانات التجارية وهي طفلة لم تتعدَ الثامنة من عمرها ، وثم انتمت إلى برودواي الموسيقية حيث ظهرت في دورها الرائد في مسرحية «البؤساء»، ونجحت المسرحية نجاحا كبيرا .

## أعمالها

### ممثلة افلام
| عام  | اسم الفيلم                      | الدور                    | نوع الدور                           | مصدر   |
| ---- | ------------------------------- | ------------------------ | ----------------------------------- | ------ |
| 1998 | كارول عيد الميلاد لجميع الكلاب  | Additional Voices (صوتي) | Credited as Ashley Michelle Tisdale | [ 7 ]  |
| 1998 | حياة حشرة                       | Blueberry Scout (صوتي)   |                                     | [ 7 ]  |
| 2001 | دوني داركو                      | Kim                      |                                     | [ 8 ]  |
| 2002 | اختيار ناثان                    | Stephanie                |                                     | [ 7 ]  |
| 2002 | The Mayor of Oyster Bay         | Jennifer                 |                                     | [ 7 ]  |
| 2006 | هاي سكول ميوزيكال (فيلم)        | شاربي ايفانز             | دور رئيسي                           | [ 9 ]  |
| 2006 | همس القلب                       | Yuko Harada (صوتي)       |                                     | [ 7 ]  |
| 2007 | هاي سكول ميوزيكال 2             | شاربي ايفانز             | دور رئيسي                           | [ 10 ] |
| 2008 | هذه الصورة                      | Mandy Gilbert            | دور رئيسي                           | [ 11 ] |
| 2008 | هاي سكول ميوزيكال 3: سينيور يير | شاربي ايفانز             | دور رئيسي                           | [ 12 ] |
| 2009 | غرباء في السندرة                | Bethany Pearson          |                                     | [ 13 ] |
| 2011 | شاربي في مغامرة رائعة (فيلم)    | شاربي ايفانز             | دور رئيسي                           | [ 14 ] |
| 2011 | فينس وفيرب : عبر البعد 2 ‏       | Candace Flynn (صوتي)     | دور رئيسي                           | [ 14 ] |
| 2013 | فيلم مخيف 5                     | Jody                     | دور رئيسي                           | [ 15 ] |
| 2013 | انقاذ سونتا                     | (صوتي)                   | مرحلة ما بعد الإنتاج                | [ 16 ] |
| 2013 | A Many Splintered Thing         | —                        | مرحلة ما بعد الإنتاج                | [ 17 ] |
| 2015 | الهجرة الكبرى                   | Filter (صوتي)            | تصوير                               | [ 18 ] |
| 2018 | تشارمنغ                         | سندريلا (صوتي)           |                                     |        |

## الالبومات
1. 2007 (Headstrong): بوب
2. 2009 (Guilty Pleasure): بوب

## اغاني تصويرية
1. 2005-2006 DisneyMania 4 : في 20 يناير 2005
2. 2006 High School Musical Soundtrack : في 24 فبرابر 2006
3. 2007 High School Musical 2 Soundtrack : في 21 يوليو 2007
4. 2008 High School Musical 3: Senior Year Soundtrack : في 14 أغسطس 2008
5. 2009 Disney Channel Playlist : في 7 يناير 2009
6. 2009 Phineas and Ferb: Soundtrack : في 14 يونيو 2009

## الحفل الجولات
1. 2006-2007 High School Musical: The Concert : في الولايات المتحدة الأمريكية، فلوريدا
2. 2007 Headstrong Tour Across America : في في الولايات المتحدة الأمريكية، لوس انجلوس

## الترشيحات والجوائز
| السنة | الحدث                   | الفئة                                  | النتيجة |
| ----- | ----------------------- | -------------------------------------- | ------- |
| 2000  | جائزة الفنان الصغير     | أفضل أداء في مسلسل الدراما التلفزيونية | ترشـيـح |
| 2006  | جوائز بيلبورد الموسيقية | البوم السنة                            | ترشـيـح |
| 2009  | جائزة اختيار المراهقين  | أفضل ممثلة                             | ترشـيـح |

## وصلات خارجية
- آشلي تيسديل على موقع IMDb (الإنجليزية)
- آشلي تيسديل على موقع ميتاكريتيك (الإنجليزية)
- آشلي تيسديل على موقع روتن توميتوز (الإنجليزية)
- آشلي تيسديل على موقع ألو سيني (الفرنسية)
- آشلي تيسديل على موقع ميوزك برينز (الإنجليزية)
- آشلي تيسديل على موقع أول موفي (الإنجليزية)
- آشلي تيسديل على موقع قاعدة بيانات برودواي على الإنترنت (الإنجليزية)
- آشلي تيسديل على موقع قاعدة بيانات الأفلام السويدية (السويدية)
- آشلي تيسديل على موقع إن إن دي بي (الإنجليزية)
- آشلي تيسديل على موقع أول ميوزيك (الإنجليزية)
- http://misstisdale.net/ Official Website